# Joseph Klinkenberg
Joseph Klinkenberg, auch Josef Klinkenberg, (* 23. Februar 1857 in Aachen; † 21. Januar 1917 in Köln) war ein deutscher Historiker.

## Leben und Werk
Joseph Klinkenberg, Sohn des Webers Michael Klinkenberg und der Elisabeth Mohné, besuchte das Königliche Gymnasium in Aachen, wo er 1876 das Abitur ablegte. Anschließend studierte er Klassische Philologie, Philosophie, Geschichte und Germanistik an der Universität Bonn. Hier wurde er am 22. Dezember 1880 bei Hermann Usener und Franz Bücheler mit einer Arbeit zu Euripides promoviert. Er wurde Mitglied des Philologischen Vereins Bonn im Naumburger Kartellverband.
1881/82 leistete er sein Probejahr am Königlichen Gymnasium in Aachen ab, wo er Griechisch, Latein, Hebräisch und Französisch unterrichtete, und blieb dort, nachdem er 1882 das Staatsexamen abgelegt hatte, bis 1886 als kommissarischer Lehrer. Zum 1. April 1886 wurde er fest angestellter Oberlehrer am Marzellen-Gymnasium in Köln, später erhielt er den Titel Gymnasialprofessor verliehen.
In Köln beschäftigte sich Klinkenberg mit der Geschichte der Stadt, insbesondere dem römischen Köln. 1901 bis 1904 war er dafür teilweise vom Schuldienst befreit und konnte so an seinem 1906 in der Reihe Die Kunstdenkmäler der Rheinprovinz publizierter Band Das römische Köln arbeiten. Dieser Band stellt bis heute die Grundlage für jede weitere wissenschaftliche Beschäftigung mit dem römischen Köln dar.
Sein Sohn Johannes Klinkenberg (1887–1961) wurde ebenfalls Gymnasiallehrer in Köln und publizierte zum antiken Köln.

## Veröffentlichungen (Auswahl)

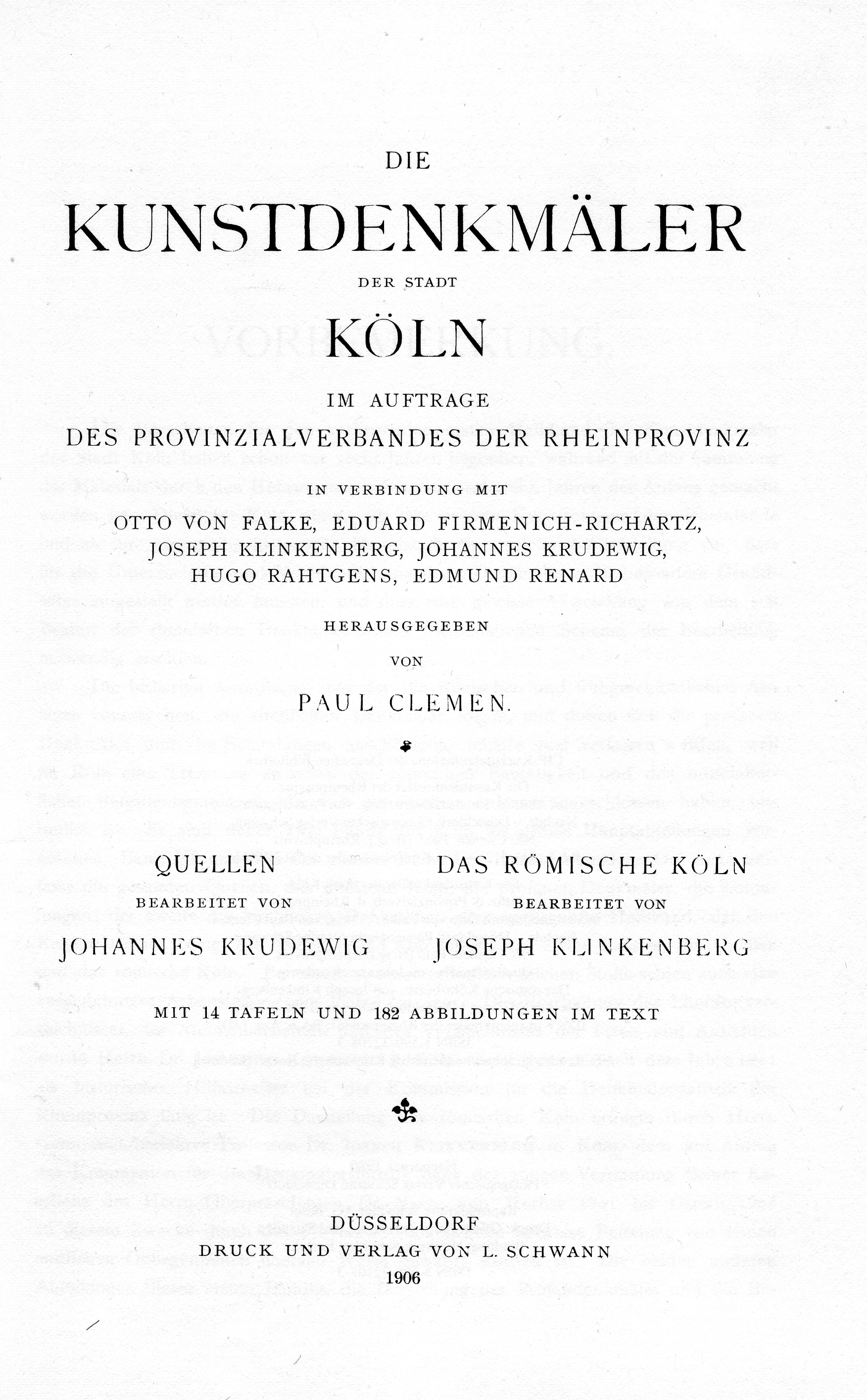
Joseph Klinkenberg: „Das römische Köln“

- De Euripideorum prologorum arte et interpolatione Bonn 1880 (= Dissertation mit Lebenslauf S. 30, Digitalisat).
- Die römisch-christlichen Grabinschriften Kölns. Bachem, Köln 1891 (Digitalisat).
- Köln und seine Kirchen nebst einem Führer durch die Stadt. Führer durch Köln für die Besucher der 50. General-Versammlung der Katholiken Deutschlands. Theissing, Köln 1903.
- Die römischen Grabdenkmäler Kölns. In: Bonner Jahrbücher 108/109, 1902, S. 80–184.
- Das römische Köln (= Die Kunstdenkmäler der Stadt Köln Bd. 1, 2 = Die Kunstdenkmäler der Rheinprovinz Bd. 6, 2). Schwann, Düsseldorf 1906 (Digitalisat).
- Führer durch den Kölner Dom. Theissing, Köln 1910.
- (Hrsg.): Das Marzellen Gymnasium in Köln 1450–1911. Bilder aus seiner Geschichte. Festschrift dem Gymnasium anlässlich seiner Übersiedlung gewidmet von den ehemaligen Schülern . Kölner Verlags-Anstalt, Köln 1911 (Digitalisat).
- Die Bürgergesellschaft zu Köln 1863–1913. Bachem, Köln 1913.
- Frühchristliches aus Aachen und Umgegend. In: Zeitschrift des Aachener Geschichtsvereins 37, 1915, S. 337–350.